# 오승근 (1908년)
오승근(吳承根, 1908년 1월 15일 ~ 2002년 1월 29일)은 일제강점기와 대한민국의 법조인이다.

## 생애
한성부 출신으로 일본에 유학하여 주오 대학 법과를 졸업하였다. 고등문관시험 사법과에 합격한 뒤 대구지방법원 사법관시보를 거쳐 조선총독부 판사로 임용되어 근무했다.
일제 강점기 동안 대구지방법원, 대구복심법원, 경성지방법원에서 차례로 판사를 지냈다. 대구복심법원 판사로 재임 중이던 1943년을 기준으로 정7위에 서위되어 있었다.
태평양 전쟁 종전 후에도 미군정 지역에서 그대로 판사로 근무했다. 경성지방법원 판사로 일하던 중 1946년에 대법원장 김용무에 의해 민사로 전임되는 일이 있었다. 이때 오승근은 일본의 사주를 받고 미국과 조선 사이를 이간질하여 친일 정권을 세우려 했다는 혐의로 기소된 간첩 사건을 담당했다가 전임 처리되었으며, 김용무가 간첩 혐의자를 비호하고 있다는 의혹을 공개적으로 제기했다.
이후 서울에서 변호사를 개업하였고, 정판사 위조지폐 사건의 담당 변호인을 맡는 등 변호사로 오랫동안 활동했다.
2002년 발표된 친일파 708인 명단 판사 부문에 포함되었으며, 2008년 민족문제연구소가 발표한 친일인명사전 수록예정자 명단 중 사법 부문에도 들어 있다.

## 참고자료
- 오승근(吳承根) - 국사편찬위원회